# NICE그룹
나이스그룹(NICE Group, National Information & Credit Evaluation -)은 대한민국의 금융인프라 기업집단이다. 1986년 설립된 한국신용정보를 모태로 하며, 총 41개 계열사를 갖고 있다. 지주회사 체제로 개편하면서 나이스란 이름을 내세우고 있다. 지주회사는 나이스홀딩스이다.

## 주요 사업 및 계열사
- 신용정보 사업군: 기업신용평가, 개인신용평가, 기업정보, 자산관리, 채권시가평가, 기업구조조정투자
  - 계열사: NICE평가정보, NICE신용평가, NICE신용정보, NICE D&B, 나이스피앤아이, 한국이지론
- 금융서비스 사업군: ATM & CD VAN, 신용카드결제서비스, 리서치, 중소기업 세무회계 서비스
  - 계열사: 한국전자금융, 나이스정보통신, KIS정보통신, 나이스F&I, 나이스아이피파트너스, 나이스디앤알, 나이스CMS, 요넷, 나이스페이먼츠
- 데이터 사업군: 빅데이터 컨설팅 및 솔루션 개발
  - 계열사: 나이스지니데이타
- 제조 사업군: 전자부품 제조, 이미지 센서 등 반도체 설계
  - 계열사: 서울전자통신, SETi, 지니틱스